# Emilia Brodin
Emilia Brodin, née Emilia Appelqvist, est une footballeuse internationale suédoise née le 11 février 1990 à Uppsala. Elle évolue au poste de milieu de terrain.

## Biographie

### En équipe nationale
Avec les moins de 19 ans, Emilia Brodin participe au championnat d'Europe des moins de 19 ans 2009 organisé en Biélorussie. La Suède atteint la finale de la compétition, en étant battue par l'Angleterre.
Emilia Brodin dispute ensuite avec les moins de 20 ans, la Coupe du monde des moins de 20 ans 2010 qui se déroule en Allemagne. Lors du mondial junior, elle joue quatre matchs. La Suède atteint les quarts de finale de la compétition, en étant battue par la Colombie.
En 2015, Brodin est retenue par la sélectionneuse Pia Sundhage afin de participer à la Coupe du monde 2015 au Canada. Brodin ne joue qu'un seul match lors du mondial, contre les États-Unis. La Suède atteint les huitièmes de finale de la compétition, en se faisant éliminer par l'Allemagne.
En 2016, Brodin figure dans la liste des 18 joueuses qui participent aux Jeux olympiques organisés au Brésil.

## Palmarès
- Finaliste du championnat d'Europe des moins de 19 ans 2009 avec l'équipe de Suède des moins de 19 ans
- Championne de Suède en 2012 avec le Tyresö FF
- Finaliste de la Coupe de Suède en 2011 et 2012 avec le Tyresö FF